# یاکوب یاروش
یاکوب یاروش (انگلیسی: Jakub Jarosz؛ زادهٔ ۱۰ فوریهٔ ۱۹۸۷) بازیکن والیبال اهل لهستان؛ عضو سابق تیم ملی لهستان و فعلی باشگاه ترانسفر بیدگوشچ است.
مدال نقره جام جهانی ۲۰۱۱ مهمترین دست‌آورد یاروش در زمان عضویت تیم ملی لهستان به حساب می‌آید.